# Nahuel Molina
Nahuel Molina Lucero, född 6 april 1998 i Embalse, är en argentinsk fotbollsspelare (högerback) som spelar för Atlético Madrid och Argentinas landslag.

## Klubbkarriär
Den 28 juli 2022 värvades Molina av Atlético Madrid, där han skrev på ett femårskontrakt.

## Landslagskarriär
Molina debuterade för Argentinas landslag den 3 juni 2021 i en 1–1-match mot Chile, där han blev inbytt i den 81:a minuten mot Juan Foyth. Molina var också en del av Argentinas vinnande VM trupp 2022 där han också blev inbytt i finalen.